# Discografia di Carmen
Questa è una discografia di registrazioni audio e video di Carmen, un'opera in lingua francese di Georges Bizet. L'opera ha debuttato all'Opéra-Comique di Parigi il 3 marzo 1875. Carmen è una delle opere registrate più frequentemente, a partire da una registrazione acustica tedesca quasi completa del 1908.

## Registrazioni audio
| Anno | Cast (Carmen, Don José, Micaëla, Escamillo)                            | Direttore, Teatro e orchestra                                                                               | Etichetta                                                                     |
| ---- | ---------------------------------------------------------------------- | --- | ----------------------------------------------------------------------------- |
| 1908 | Emmy Destinn Karl Jörn Minnie Nast Hermann Bachmann                    | Bruno Seidler-Winkler Grammophone Orchestra Berlin Berlin State Opera chorus (cantata in tedesco)           | CD: Aura Music Cat: LRC 1900 LP: Marston Records Cat: 52022-2                 |
| 1911 | Marguerite Mérentié Agustarello Affré Aline Vallandri Henri Albers     | François Ruhlmann l'Orchestre Symphonique Chœur de l'Opéra-Comique                                          | CD: Malibran Cat: MR 560 LP: Marston Records Cat: 52019-2                     |
| 1920 | Fanny Anitùa Luigi Bolis Ines Maria Ferraris Cesare Formichi           | Unknown Teatro alla Scala orchestra and chorus (cantata in italiano)                                        | LP: Columbia Cat: D 5582-97                                                   |
| 1927 | Lucy Perelli José de Trévi Yvonne Brothier Louis Musy                  | Piero Coppola Chœur et Orchestre de l'Opéra-Comique                                                         | LP: Victor Cat:                                                               |
| 1928 | Raymonde Visconti Georges Thill Marthe Nespoulous Louis Guénot         | Élie Cohen l'Orchestre Symphonique de Paris Chœur de l'Opéra-Comique                                        | LP: Columbia Recording Cat: 27809                                             |
| 1931 | Gabriella Besanzoni Piero Pauli Maria Carbone Ernesto Besanzoni        | Carlo Sabajno Teatro alla Scala orchestra and chorus (cantata in italiano)                                  | CD: Myto Records Cat:                                                         |
| 1932 | Aurora Buades Aureliano Pertile Ines Alfani-Tellini Benvenuto Franci   | Lorenzo Molajoli Teatro alla Scala orchestra and chorus (cantata in italiano)                               | CD: Phonographe Records Cat:                                                  |
| 1937 | Rosa Ponselle René Maison Hilda Burke Julius Huehn                     | Gennaro Papi Metropolitan Opera orchestra and chorus                                                        | CD: Walhall Cat: WHL 15                                                       |
| 1942 | Germaine Cernay Raymond Berthaud Ginette Guillamat Lucien Lovano       | Désiré-Émile Inghelbrecht Orchestre National de France                                                      | CD: Malibran-Music (Radio Provence) Cat: CDRG172                              |
|      | Elisabeth Höngen Torsten Ralf Elfriede Weidlich Josef Herrmann         | Karl Böhm Staatsoper Dresden orchestra and chorus (cantata in tedesco)                                      | CD: Preiser Cat: PR90152                                                      |
| 1943 | Lily Djanel Raoul Jobin Licia Albanese Leonard Warren                  | Thomas Beecham Metropolitan Opera orchestra and chorus                                                      | CD: Walhall Cat: WLCD0006                                                     |
| 1950 | Solange Michel Raoul Jobin Martha Angelici Michel Dens                 | André Cluytens Chœur et Orchestre de l'Opéra-Comique                                                        | CD: EMI mono Cat: CMS5 65318-2 LP: Naxos Historical Cat: 8.110238-39          |
| 1951 | Risë Stevens Jan Peerce Licia Albanese Robert Merrill                  | Fritz Reiner RCA Victor orchestra                                                                           | CD: RCA Red Seal Cat: 88843041212                                             |
| 1951 | Suzanne Juyol Libera de Luca Janine Micheau Julien Giovannetti         | Albert Wolff Opéra-Comique orchestra and chorus                                                             | CD: Preiser Cat: LP: Decca Cat: LXT2615-17                                    |
| 1952 | Risë Stevens Richard Tucker Nadine Conner Paolo Silveri                | Fritz Reiner Metropolitan Opera orchestra and chorus                                                        | CD: Sony Classical Cat: 88697 96189 2                                         |
| 1952 | Vera Borisenko Georgii Nelepp Elizaveta Shumskaya Alexei Ivanov        | Vassili Nebolsin Bolshoi Theatre orchestra and chorus (cantata in russo)                                    | LP: MK Cat: DO1508-15                                                         |
| 1954 | Kerstin Meyer Arne Hendriksen Elisabeth Söderström Sigurd Björling     | Sixten Ehrling Royal Swedish Opera orchestra and chorus (cantata in svedese)                                | CD: Bluebell Cat: ABCD109                                                     |
|      | Giulietta Simionato Nicolai Gedda Hilde Gueden Michel Roux             | Herbert von Karajan Wiener Symphoniker Singerverein                                                         | CD: Andante Cat: AN3100                                                       |
|      | Risë Stevens Richard Tucker Victoria de los Ángeles Frank Guarrera     | Tibor Kozma Metropolitan Opera orchestra and chorus                                                         | CD: Gala Cat: GL10063                                                         |
| 1955 | Giulietta Simionato Giuseppe Di Stefano Rosanna Carteri Michel Roux    | Herbert von Karajan Teatro alla Scala orchestra and chorus                                                  | CD: Walhall Cat: WLCD0156                                                     |
| 1956 | Risë Stevens Giuseppe Di Stefano Lucine Amara Robert Merrill           | Max Rudolf Metropolitan Opera orchestra and chorus                                                          | CD: Golden Melodram Cat: 50070                                                |
| 1957 | Risë Stevens Mario Del Monaco Lucine Amara Frank Guarrera              | Dimitri Mitropoulos Metropolitan Opera orchestra and chorus                                                 | CD: Living Stage Cat: LS1093                                                  |
| 1959 | Victoria de los Ángeles Nicolai Gedda Janine Micheau Ernest Blanc      | Sir Thomas Beecham Orchestre Philharmonique de Radio France                                                 | CD: EMI Classics Cat: CMS567357 2                                             |
| 1963 | Irina Arkhipova Mario Del Monaco Irina Maslennikova Pavel Lisitsian    | Alexander Melik-Pashayev Bolshoi Theatre orchestra and chorus (cantata in russo e italiano)                 | CD: Myto Cat: MCD053311                                                       |
|      | Consuelo Rubio Léopold Simoneau Pierrette Alarie Heinz Rehfuss         | Pierre-Michel Le Conte Concerts de Paris orchestra and Paris Conservatoire chorus                           | LP: Concert Hall Cat:                                                         |
| 1960 | Sonia Cervená Rolf Apreck Maria Croonen Robert Lauhöfer                | Herbert Kegel Rundfunk Sinfonie Orchester                                                                   | CD: Classics Cat: 0300119BC                                                   |
|      | Irina Arkhipova Mario Del Monaco Marcella Pobbé Ernest Blanc           | Peter Maag Teatro di San Carlo orchestra and chorus                                                         | CD: Gala Cat: GL100676                                                        |
| 1962 | Oralia Dominguez Maria Stader Josef Metternich Josef Simandi           | Ferenc Fricsay Bavarian State Opera orchestra and chorus                                                    | LP: Deutsche Grammophon Cat: 136032                                           |
| 1963 | Regina Resnik Mario Del Monaco Joan Sutherland Tom Krause              | Thomas Schippers Orchestre de la Suisse Romande Grand Théâtre de Genève chorus                              | LP: Decca Cat: /London                                                        |
| 1964 | Leontyne Price Franco Corelli Mirella Freni Robert Merrill             | Herbert von Karajan Vienna Philharmonic orchestra Vienna State Opera chorus                                 | CD: RCA Victor Cat: 6199-2-RG                                                 |
| 1964 | Maria Callas Nicolai Gedda Andréa Guiot Robert Massard                 | Georges Prêtre Paris Opera orchestra and chorus                                                             | CD: EMI Classics Cat:                                                         |
| 1970 | Grace Bumbry Jon Vickers Mirella Freni Kostas Paskalis                 | Rafael Frühbeck de Burgos Théâtre National de l'Opéra orchestra and chorus                                  | CD: EMI Classics Cat: 724358550528                                            |
| 1970 | Anna Moffo Franco Corelli Helen Donath Piero Cappuccilli               | Lorin Maazel Deutsche Oper Berlin orchestra and chorus                                                      | CD: Sony Cat: 88697446202                                                     |
| 1973 | Marilyn Horne James McCracken Adriana Maliponte Tom Krause             | Leonard Bernstein Metropolitan Opera orchestra and chorus                                                   | CD: Deutsche Grammophon Cat: 0 28942 74402 8 SACD: PENTATONE Cat: PTC 5186216 |
| 1974 | Régine Crespin Gilbert Py Jeannette Pilou José van Dam                 | Alain Lombard Strasbourg Philharmonic Orchestra Rhine Opera Chorus                                          | LP: RCA-Erato Cat:CD: Erato                                                   |
| 1975 | Tatiana Troyanos Plácido Domingo Kiri Te Kanawa José van Dam           | Sir Georg Solti London Philharmonic Orchestra John Alldis choir Haberdashers' Aske's Boys' School choir     | CD: Decca Cat: 414 489-2                                                      |
| 1977 | Teresa Berganza Plácido Domingo Ileana Cotrubaş Sherrill Milnes        | Claudio Abbado London Symphony Orchestra Ambrosian Singers                                                  | CD: Deutsche Grammophon Cat:                                                  |
| 1983 | Agnes Baltsa José Carreras Katia Ricciarelli José van Dam              | Herbert von Karajan Berliner Philharmoniker                                                                 | CD: Deutsche Grammophon Cat:                                                  |
| 1984 | Julia Migenes-Johnson Plácido Domingo Faith Esham Ruggero Raimondi     | Lorin Maazel Orchestre National de France Radio France chorus (film diretto da Francesco Rosi)              | CD: ERATO Cat: ECD 880373                                                     |
| 1988 | Jessye Norman Neil Shicoff Mirella Freni Simon Estes                   | Seiji Ozawa Orchestre National de France French National Radio Chorus                                       | CD: Decca Cat: 478 2488                                                       |
| 1989 | Elena Obraztsova Vladimir Atlantov Margarita Miglau Yuri Mazurok       | Yuri Simonov Bolshoi Theatre orchestra and chorus (cantata in russo)                                        | CD: Melodiya Cat: MELCD1001516                                                |
| 1990 | Graciela Alperyn Giorgio Lamberti Doina Palade Alan Titus              | Alexander Rahbari Czechoslovak Radio Symphony orchestra Slovak Philharmonic chorus                          | CD: Naxos Opera Classics Cat: 8660005-07                                      |
| 1994 | Béatrice Uria-Monzon Christian Papis Leontina Văduva Vincent Le Texier | Alain Lombard Orchestre National Bordeaux Aquitaine                                                         | CD: Auvidis Valois Cat: V 4734                                                |
| 1995 | Jennifer Larmore Thomas Moser Angela Gheorghiu Samuel Ramey            | Giuseppe Sinopoli Bayerische Staatsoper orchestra and chorus                                                | CD: Teldec Cat: 0630126722                                                    |
| 2002 | Angela Gheorghiu Roberto Alagna Inva Mula Thomas Hampson               | Michel Plasson Orchestre national du Capitole de Toulouse                                                   | CD: EMI Classics Cat: 07243 557434 2 8                                        |
| 2002 | Patricia Bardon Julian Gavin Mary Plazas Gary Magee                    | David Parry Philharmonia Orchestra Geoffrey Mitchell Choir New London Children's Choir (cantata in inglese) | CD: Chandos Cat: CHAN3091                                                     |
| 2010 | Marina Domashenko Andrea Bocelli Eva Mei Bryn Terfel                   | Myung-whun Chung Orchestre Philharmonique de Radio France                                                   | CD: Decca Cat:4757646                                                         |

## Registrazioni video
| Anno | Cast (Carmen, Don José, Micaëla, Escamillo)                                     | Direttore, Teatro e orchestra | Etichetta                                                         |
| ---- | ------------------------------------------------------------------------------- | --- | ----------------------------------------------------------------- |
| 1956 | Belén Amparan Franco Corelli Elda Ribetti Anselmo Colzani                       | Nino Sanzogno Italian Television orchestra and chorus (video directed by Franco Enriquez Hardy)                                      | DVD: Hardy Cat: HCD4013                                           |
| 1967 | Grace Bumbry Jon Vickers Mirella Freni Justino Díaz                             | Herbert von Karajan Vienna Philharmonic orchestra Vienna State Opera chorus                                                          | DVD: Deutsche Grammophon Cat: 00440 073 4032                      |
| 1978 | Elena Obraztsova Plácido Domingo Isobel Buchanan Yuri Mazurok                   | Carlos Kleiber Vienna State Opera orchestra and chorus                                                                               | DVD: TDK Cat: 8 24121 00097 4                                     |
| 1984 | Julia Migenes-Johnson Plácido Domingo Faith Esham Ruggero Raimondi              | Lorin Maazel Orchestre National de France and chorus Children's Chorus of Radio France (film directed by Francesco Rosi)             | DVD: Columbia TriStar Cat: CDR 10530 Blu-ray: Gaumont Cat: 750530 |
| 1985 | Maria Ewing Barry McCauley Marie McLaughlin David Holloway                      | Bernard Haitink London Philharmonic Orchestra (recorded at Glyndebourne Festival Opera)                                              | DVD: Warner/NVC Arts Cat: 4509-99494-2                            |
| 1987 | Agnes Baltsa José Carreras Leona Mitchell Samuel Ramey                          | James Levine Metropolitan Opera orchestra and chorus (staged by Franco Zeffirelli, video director Brian Large)                       | DVD: Deutsche Grammophon Cat: 00440 073 0009                      |
| 2002 | Anne Sofie von Otter Marcus Haddock Lisa Milne Laurent Naouri                   | Philippe Jordan London Philharmonic Orchestra (recorded at Glyndebourne Opera House)                                                 | DVD: Opus Arte Cat: OA 0867 D                                     |
| 2006 | Anna Caterina Antonacci Jonas Kaufmann Norah Amsellem Ildebrando D'Arcangelo    | Antonio Pappano Royal Opera House orchestra and chorus (directed by Francesca Zambello)                                              | DVD: Decca Cat: 074 3312 Blu-ray: Decca Cat: 3313                 |
| 2009 | Anna Caterina Antonacci Andrew Richards Anne-Catherine Gillet Nicolas Cavallier | John Eliot Gardiner Orchestre Révolutionnaire et Romantique Monteverdi Choir, Maitrise des Hauts-de-Seine (directed by Adrian Noble) | DVD: Fra Musica Cat: FRA004                                       |
| 2010 | Elīna Garanča Roberto Alagna Barbara Frittoli Teddy Tahu Rhodes                 | Yannick Nézet-Séguin Metropolitan Opera orchestra and chorus (directed for the stage by Richard Eyre)                                | DVD: Deutsche Grammophon Cat: 0044 073 4581 8                     |
| 2010 | Stéphanie d'Oustrac Gordon Gietz Olga Pasichnyk Jean-Luc Ballestra              | Jean-Claude Casadesus Opéra de Lille orchestra and chorus (directed for the stage by Jean-François Sivadier)                         | DVD: France Inter Cat: 597 501-9                                  |